# TKH Venom Services
TKH Venom Services war ein britischer Hersteller von Automobilen.

## Unternehmensgeschichte
Gary Thompson gründete 1985 das Unternehmen in Manchester. Er begann mit der Produktion von Automobilen und Kits. Der Markenname lautete TKH. Im Folgejahr endete die Produktion. Thompson gründete daraufhin Venom Cars, die bis 1987 bestanden. Insgesamt entstanden etwa 27 Exemplare.

## Fahrzeuge
Das einzige Modell war der Venom. Dies war die Nachbildung des Lamborghini Countach. Die Basis bildete ein Fahrgestell, das GTD Supercars zulieferte. Darauf wurde eine Coupé-Karosserie aus Fiberglas montiert.